# Carne in scatola

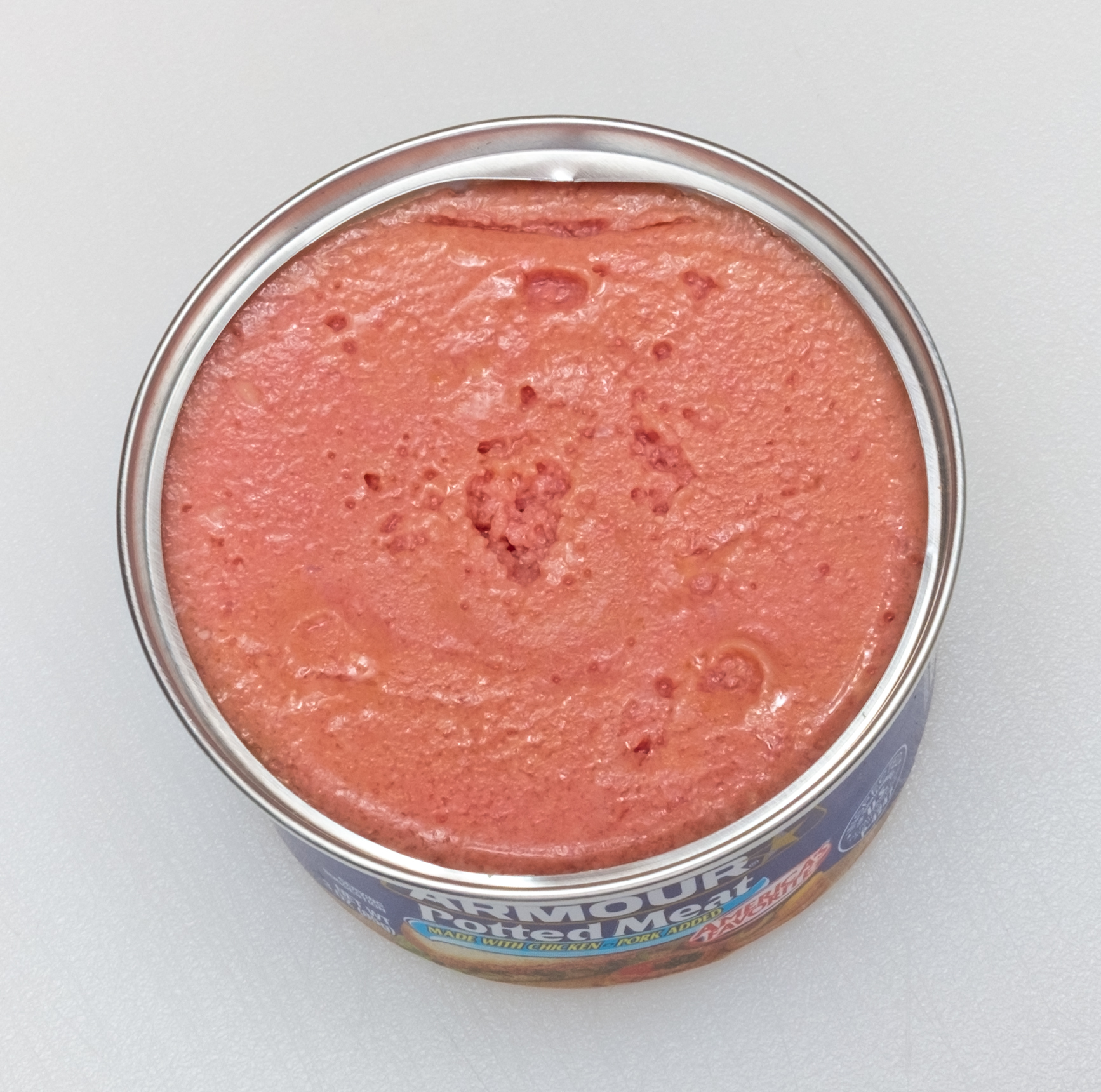
Lattina di carne in scatola aperta

La carne in scatola è un prodotto alimentare di tipo industriale, caratterizzato da una spiccata praticità d'impiego, dal completo isolamento con l'ambiente di stoccaggio e da una lunga durata del prodotto.
La carne più usata è quella bovina, di cui si impiegano i tagli più adatti. Si utilizzano soprattutto le carni di vacche a fine carriera, in quanto altre tipologie di animali (vitelloni, manze, ecc.) vengono meglio remunerate nella vendita diretta. I pezzi sono prima sottoposti a una parziale lessatura, poi sono suddivisi a tocchetti e sistemati nei barattoli di lamiera stagnata, che vengono chiusi ermeticamente (aggraffatura con giunto di gomma). Le scatole così confezionate sono poi sterilizzate in autoclave, dove restano per circa un'ora alla temperatura di 120 °C.

## Storia

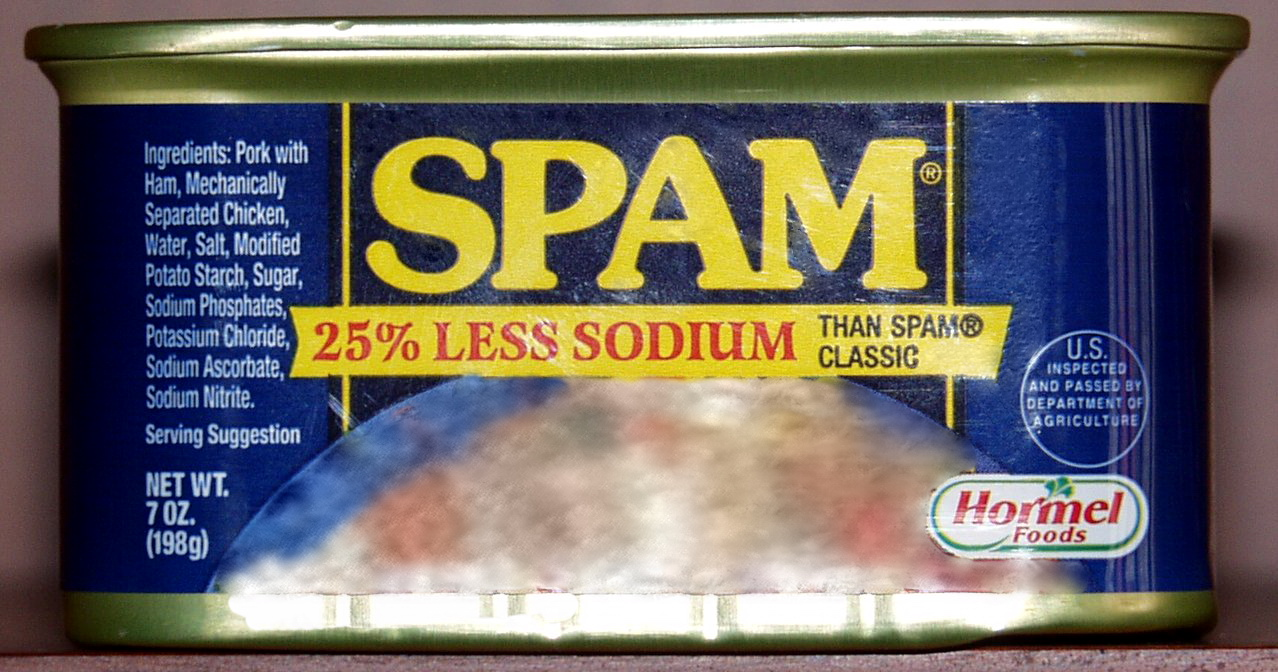
Confezioni di Spam

Il primo cibo inscatolato risale al 1812 in seguito agli studi di Nicolas Appert; presentava numerosi problemi, tra cui la mancanza di metodi autonomi di apertura. Solo nel 1855 fu inventato l'apriscatole, e nel 1866 le scatole furono dotate di chiave. Nel 1876 si ebbe la prima esportazione intercontinentale di carne in scatola, dall'Argentina alla Francia.
In Italia l'invenzione della carne in scatola e del minestrone per le truppe si deve al colonnello don Ettore Chiarizia, che brevettò nel 1929 la produzione di prodotti alimentari scatolati per le truppe, tra cui la carne in scatola, il minestrone e la minestra di pasta e lenticchie. Tali prodotti, pertanto, costituirono un notevole passo verso la soluzione dell'importante e delicato problema di vettovagliamento delle truppe in campagna e specialmente per il fatto che consentivano la distribuzione di un rancio caldo e sostanzialmente gradito dalle truppe che si trovavano in località particolarmente disagiate, dove non era possibile o agevole confezionare o far giungere in buone condizioni il rancio caldo normale.
Tra i primi produttori di carne in scatola figura Giuseppe Lancia, padre del più noto Vincenzo, che nel 1853 realizzò speciali confezioni adatte a rifornire il contingente di truppe piemontesi inviato alla Guerra di Crimea. Vista la brillante situazione e la difficoltà di inviare rifornimenti, anche gli alleati francesi e inglesi decisero di servirsi della carne inscatolata da Lancia.